# Gherasim Emil (költő, 1931–2005)
Gherasim Emil, írói álneve: Görgényi Endre (Marosvásárhely, 1931. augusztus 8. – Temesvár, 2005. szeptember 12.) erdélyi magyar költő, író, újságíró, műfordító. Id. Gherasim Emil fia.

## Életútja
Középiskoláit szülővárosában végezte, a Bolyai Tudományegyetemen szerzett magyar nyelv- és irodalom szakos tanári képesítést (1954), majd a Ştefan Gheorghiu Politikai és Társadalomtudományi Akadémián nyert továbbképzést a filozófia szakon (1964–66). Temesvárt kezdte pályáját mint a Szabad Szó belső munkatársa, 1967-től a lap főszerkesztője. Cikkeit, verseit, műfordításait itt s a  Vörös Lobogó, Jóbarát, Fáklya, illetve a Drapelul Roşu és Orizont hasábjain közölte. Főbb költői motívuma az erkölcsi szilárdság, a helytállás, a haza- és természetszeretet; rendszeresen tolmácsolta a kortárs román költők műveit.

## Köteteiből
- Emelt fővel (versek és műfordítások, Temesvár, 1973)
- Himnusz a román földhöz (jelenkori román költők hazafias versei, Temervár. 1977)
- Zaharia Stancu: Homokra, vízre... (versfordítások, Temesvár, 1979)
- Zsebfilozófia avagy 1001 igaz(nak vélt) mondás; Facla, Temesvár, 1984
- Zönge-Bönge. Verses gondűző kicsinyeknek és nagyoknak; Tinivár, Kolozsvár, 1998
- Valeriu Butulescu: Homokvárak. Aforizmák; vál., ford. Emil Gherasim; Corvin, Déva, 1999